# 誘惑の夏
『誘惑の夏』（ゆうわくのなつ）は、東海テレビ制作・フジテレビ系列で、1993年6月28日から9月24日まで放送された昼のテレビドラマ。放送時間は、月曜 - 金曜の13:30 - 14:00（JST）。全65回。

## 概要
青春の光と影、その罪と罰を、男女が辿る愛の姿を通して描く。裕福な個人病院の一人娘の女子大生・麻川沙樹はエリート医師との幸せな結婚を控えていたが、ある日、彼女の前にホストクラブに勤める貧しい生い立ちの青年・亮一が現れ、運命が一変していく…。

今作はクレジット上、高橋悦史がトップクレジットになっているが、メインビジュアルや番宣用素材では高橋の娘役であり、当時は新人として扱われた櫻井淳子のみが起用されるなど彼女が事実上の主演であり、櫻井自身の出世作にもなった。

ドラマは二部構成になっており、アバンタイトル・オープニングタイトルともに第一部・第二部共に違う仕様になっており、第二部のオープニングでは、高橋、櫻井、沢向、赤座の4人の主要キャストがそれぞれ街中に佇むシーンが盛り込まれている。

## キャスト
- 麻川英之：高橋悦史
- 麻川沙樹：櫻井淳子
- 藤井亮一：沢向要士
- 藤井道代：赤座美代子
- 麻川京子：高林由紀子
- 中江圭子：青山知可子
- 黒田事務長：安田伸
- 寺島達也：木下浩之
- 川原：田口トモロヲ
- 橘：頭師孝雄
- 橘の手下：羽田共持
- 結城美栄子
- 阪田マサノブ

## スタッフ
- 演出：平松敏男、花堂純次
- プロデューサー：中根康邦、本間英行、宇野博之
- 脚本：中園健司、関根俊夫
- 音楽：和田薫
- 制作：東海テレビ、東宝株式会社

## 主題歌
- 「24時間の神話」

作詞・作曲：別所芳彦 / 編曲：梅垣達志 / 歌：VOICE